# 2. deild Wysp Owczych (2003)
W roku 2003 odbyła się 60. edycja 2. deild Wysp Owczych – drugiej ligi piłki nożnej Wysp Owczych. W rozgrywkach brało udział 10 klubów z całego archipelagu. Klub z pierwszego miejsca awansował do 1. deild, a w tym sezonie był to ÍF Fuglafjørður. Kolejny klub uzyskał prawo do gry w barażach, które TB Tvøroyri przegrał ze Skála ÍF i pozostał w drugiej lidze. Drużyna z ostatniego miejsca (B68 II Toftir) automatycznie spadała do ligi trzeciej, zaś przedostatnia rozgrywała baraż, który LÍF Leirvík wygrał z klubem EB/Streymur II i pozostał w drugiej lidze.

## Uczestnicy
| Uczestnicy 2. deild Wysp Owczych 2002                                                                         | Uczestnicy 2. deild Wysp Owczych 2002 | Uczestnicy 2. deild Wysp Owczych 2002 | Uczestnicy 2. deild Wysp Owczych 2002 |
| --- | ------------------------------------- | ------------------------------------- | ------------------------------------- |
| B71 | B71 Sandoy                            | 2                                     |                                       |
| ÍF | ÍF Fuglafjørður                       | 3                                     |                                       |
| B36II | B36 II Tórshavn                       | 4                                     |                                       |
| KÍII | KÍ II Klaksvík                        | 5                                     |                                       |
| LÍF | LÍF Leirvík                           | 6                                     |                                       |
| SÍS | SÍ Sumba                              | 7                                     |                                       |
| VB II | VB II Vágur                           | 8                                     |                                       |
| Spadek z 1. deild Wysp Owczych 2002                                                                           |                                       |                                       |                                       |
| TB | TB Tvøroyri                           | 10                                    |                                       |
| Awans z 3. deild Wysp Owczych 2002                                                                            |                                       |                                       |                                       |
| AB | AB Argir                              | 1                                     |                                       |
| B68 II | B68 II Toftir                         | 2                                     |                                       |
| Oznaczenia: - kolumna pierwsza – skróty nazw drużyn, - kolumna trzecia – miejsce zajęte w poprzednim sezonie. |                                       |                                       |                                       |

## Tabela ligowa
| Lp. | Drużyna                 | M  | Z  | R | P  | Bramki | Bramki | Różn. | Pkt | Uwagi              |
| --- | ----------------------- | -- | -- | - | -- | ------ | ------ | ----- | --- | ------------------ |
| 1   | ÍF Fuglafjørður (M) (A) | 18 | 13 | 3 | 2  | 42     | 16     | +26   | 42  | Awans do 1. deild  |
| 2   | TB Tvøroyri             | 18 | 11 | 2 | 5  | 50     | 27     | +23   | 35  | Baraże o 1. deild  |
| 3   | SÍ Sumba                | 18 | 9  | 5 | 4  | 35     | 21     | +14   | 32  |                    |
| 4   | AB Argir                | 18 | 7  | 5 | 6  | 34     | 22     | +12   | 26  |                    |
| 5   | KÍ II Klaksvík          | 18 | 8  | 1 | 9  | 33     | 51     | −18   | 25  |                    |
| 6   | B71 Sandoy              | 18 | 7  | 2 | 9  | 32     | 22     | +10   | 23  |                    |
| 7   | B36 II Tórshavn         | 18 | 6  | 5 | 7  | 32     | 26     | +6    | 23  |                    |
| 8   | VB II Vágur             | 18 | 7  | 2 | 9  | 32     | 30     | +2    | 23  |                    |
| 9   | LÍF Leirvík             | 18 | 6  | 1 | 11 | 26     | 48     | −22   | 19  | Baraże o 2. deild  |
| 10  | B68 II Toftir (S)       | 18 | 2  | 2 | 14 | 12     | 65     | −53   | 8   | Spadek do 3. deild |

### Baraże o 2. deild
| Drużyna 1                            | Wynik dwumeczu | Drużyna 2   | Pierwszy mecz | Drugi mecz |
| ------------------------------------ | -------------- | ----------- | ------------- | ---------- |
| EB/Streymur II                       | 2-4            | LÍF Leirvík | 1:1           | 1:3        |
| Po lewej gospodarz pierwszego meczu. |                |             |               |            |

| 8 października 2003 | EB/Streymur II                     | 1:1   | LÍF Leirvík                 |                                                       |
|                     | Arnbjørn Hansen 44'                | (1:1) | 26' Niels Pauli Justinussen | á Mølini, Eiði Sędzia: Sune Johansen (SÍF Sandavágur) |
|                     | 46' Óli Olsen · 70' Símun Høgnesen | (1:1) |                             | á Mølini, Eiði Sędzia: Sune Johansen (SÍF Sandavágur) |

| 11 października 2003        | LÍF Leirvík                                                     | 3:1   | EB/Streymur II  |                                                             |
|                             | Petur Sjúrðaberg 6' · Bárður Heinason 17' · Magnus G. Dalbø 36' | (3:0) | 64' Búgvi Øster | Uppi á Brekku, Leirvík Sędzia: Lassin Isaksen (KÍ Klaksvík) |
| Niels Pauli Justinussen 37' | 53' Rólant Waag Dam                                             | (3:0) |                 | Uppi á Brekku, Leirvík Sędzia: Lassin Isaksen (KÍ Klaksvík) |

LÍF Leirvík w wyniku meczów barażowych pozostał w drugiej lidze.